# Пархоменко Федір Олександрович
Федір Олександрович Пархоменко — український радянський діяч, 1-й секретар Бориспільського районного комітету КП(б)У Київської області, секретар Київського обласного комітету КП(б)У.

## Біографія
Член ВКП(б) з 1939 року. 
Перебував на відповідальній партійній роботі.
На 1949 — вересень 1950 року — 1-й секретар Бориспільського районного комітету КП(б)У Київської області.
У вересні 1950 — липні 1952 року — заступник завідувача відділу партійних, профспілкових і комсомольських органів ЦК КП(б)У.
У липні — вересні 1952 року — секретар Київського обласного комітету КП(б)У.
Подальша доля невідома.

## Нагороди
- орден «Знак Пошани»
- медалі